# Kepler-107c
Kepler-107c es uno de los cuatro planetas extrasolares que orbitan la estrella Kepler-107. Fue descubierta por el método de tránsito astronómico en el año 2014.